# Wilfried Kuckelkorn
Wilfried Kuckelkorn (* 30. August 1943 in Zobten am Berge, Landkreis Breslau) ist ein deutscher Politiker (SPD).

## Leben
Nach einer Lehre als Installateur besuchte Kuckelkorn die Verwaltungs- und Wirtschaftsakademie Köln und war bei den Ford-Werken in Köln in verschiedenen Funktionen in der Fertigung, als Betriebsratsmitglied, Geschäftsführer des Betriebsrats, Vertrauenskörperleiter der IG Metall, (stellvertretender) Betriebsratsvorsitzender sowie als Gesamtbetriebsratsvorsitzender von Ford Deutschland, stellvertretender Aufsichtsratsvorsitzender und Vorsitzender des Europäischen Betriebsrates von Ford Europa tätig. 2002 wurde er Vorsitzender des Aufsichtsrats der Kölner Verkehrs-Betriebe AG.
1963 wurde Kuckelkorn Mitglied der SPD. Er ist Vorsitzender der Arbeitsgemeinschaft für Arbeit des Bezirks Mittelrhein. Von 1994 bis 2004 war er Mitglied des Europäischen Parlaments für die Fraktion der Sozialdemokratischen Partei Europas. Eine Wiederwahl bei der Europawahl 2004 scheiterte. Im Parlament war er Mitglied im Ausschuss für Wirtschaft, Währung und Industriepolitik, im Haushaltsausschuss sowie in der Delegation für die Beziehungen zu Japan. Am 19. November 2004 wurde Kuckelkorn die Ehrennadel des Westdeutschen Handwerkskammertags verliehen. 